# Sven Leonhard Törnquist
Sven Leonhard Törnquist, född 6 mars 1840 i Uddevalla, död 6 september 1920 i Lund, var en svensk paleontolog och geolog.
Törnquist blev student vid Lunds universitet 1858, filosofie kandidat 1864, filosofie doktor 1865, docent i paleontologi samma år, lektor i naturalhistoria och kemi samt franska språket vid Gävle högre elementarläroverk 1867 och var 1882–1905 lektor i naturalhistoria och kemi vid Lunds högre allmänna läroverk, sedan 1883 jämväl docent i geologi vid Lunds universitet. År 1902 erhöll han professors namn. I naturvetenskapligt, företrädesvis geologiskt, syfte gjorde Törnquist under en lång följd av år många studieresor inom Sverige och i stora delar av övriga Europa.
Han författade ett ganska stort antal avhandlingar och uppsatser, behandlande de svenska siluravlagringarnas geologiska och paleontologiska förhållanden, publicerade i Lunds universitets årsskrift, Öfversikt af Vetenskapsakademiens handlingar, Geologiska föreningens förhandlingar, Geological Magazine och Sveriges geologiska undersöknings publikationer. Att märka är Öfversigt öfver bergbyggnaden inom Siljansområdet i Dalarne (SGU serie C, n:r 57, 1883), Undersökningar öfver Siljansområdets trilobitfauna (Lunds universitets årsskrift 1883–1884, även i SGU serie C, n:r 66), Undersökningar öfver Siljansområdets graptoliter (Lunds universitets årsskrift 1891–1892). Han blev 1883 ledamot av Fysiografiska sällskapet i Lund.